# Corrado Augias
Cet article concerne l'écrivain et journaliste italien. Pour le personnage de la mythologie grecque, voir Augias.
 (mars 2020).
Si vous disposez d'ouvrages ou d'articles de référence ou si vous connaissez des sites web de qualité traitant du thème abordé ici, merci de compléter l'article en donnant les références utiles à sa vérifiabilité et en les liant à la section « Notes et références ».
Corrado Augias, né en 1935 à Rome (Italie), est un journaliste et écrivain italien. Il est l'un des principaux animateurs de la vie culturelle italienne. Chroniqueur à La Repubblica, auteur de nombreux livres et présentateur d'émissions de télévision, il vit actuellement entre Rome et Paris.

## Biographie
Corrado Augias a été envoyé spécial et correspondant de l'hebdomadaire L'Espresso et du quotidien La Repubblica où il anime la rubrique du courrier des lecteurs sur des thèmes de société, actualité et culture.
Il est auteur et animateur de plusieurs émissions culturelles sur Rai3 : Babele (Babel), émission littéraire, Telefono giallo (Téléphone jaune), Enigma (Énigme) et Le storie, diario italiano (Les Histoires, journal italien) des rendez-vous[pas clair] avec la culture, la politique, des histoires criminelles, des grands événements qui ont marqué l'Italie du XXe siècle.
Au début des années 1960, il a été l'un des fondateurs du théâtre d'avant-garde romain du « Teatro del 101 » (Théâtre du 101). Ses créations ont été interprétées par des acteurs italiens célèbres (Luigi Proietti, Eros Pagni) et ont été mises en scène à Gênes (Théâtre Stabile) et à Venise, à l'occasion du festival du 1985.
Ses romans sont d'inspiration historico-politique. Il a notamment consacré une trilogie sous la forme de spy-stories, publiée chez Rizzoli, à l'Italie de la période fasciste. Ces romans ont fait l'objet d'une adaptation télévisuelle en 1989.
Avec sa série d'essais Histoires de villes - I segreti di Parigi (Les secrets de Paris), I segreti di New York (Les secrets de New York), I segreti di Londra (Les secrets de Londres) - publiés en Italie par les éditions Mondadori, il a connu un grand succès. Mais c'est avec le dernier de la série, I segreti di Roma (Les secrets de Rome), qu'il est devenu l'un des auteurs les plus populaires d'Italie. Des nombreuses traductions étrangères (en français aux éditions du Rocher en 2007) ont suivi.
Le livre Inchiesta su Gesù (Enquête sur Jésus) que Mondadori a publié en 2006, a eu un succès encore plus extraordinaire et s'est vendu en Italie à 700 000 exemplaires. La vie de Jésus ‘prophète et homme’ dans l’histoire de son pays ‘Eretz Israël’, dépouillée du manteau de la théologie, a été accueillie avec le plus grand intérêt tout en provoquant de vives réactions négatives de la part de l’Église catholique. Il a été traduit en plusieurs langues et est sorti en français en octobre 2008 aux éditions du Rocher.
Son dernier essai Leggere. Perché i libri ci rendono migliori, più allegri e più liberi (Lire. Pourquoi les livres nous rendent meilleurs, plus joyeux et plus libres), édité chez Mondadori en 2007, est un récit de ses inspirations et amours littéraires où Corrado Augias s'interroge sur la signification de la lecture et nous interroge.
Il rend sa légion d'honneur en décembre 2020 pour protester contre la décision du président français Emmanuel Macron de remettre cette récompense au dictateur égyptien Abdel Fattah Al-Sissi.

## Le libraire
- Les Secrets de Rome : histoires, lieux et personnages d'une capitale (I segreti di Roma), traduction Monique Baccelli, Éditions du Rocher, 2007, 473 p. + 32 p. de photos.
- Enquête sur Jésus (Inchiesta su Gesú), traduction Monique Baccelli, Éditions du Rocher, 2008, 307 p. Dialogue avec Mauro Pesce, professeur d'histoire du christianisme à l'université de Bologne.
- Histoire secrète du Vatican (I segreti del Vaticano), traduction Maria Grazzini, 2011, L'Express-Roularta, 470 p + 8 p. de photos.
- L'Italie expliquée aux Français, traduit de l'italien par Anaïs Bokobza, Groupe Flammarion, collection Café Voltaire, 2011, 120 p.
- Histoires secrètes de Paris : lieux oubliés, œuvres et personnages étonnants (I segreti di Paris), traduction Marie-Paule Verne-Colla, L'Express-Roularta, 2014, 380 p.
- Les 18 dernières heures de Jésus (Le ultime diciotto ore di Gesú), traduction Marie-Paule Verne-Colla, Tallandier, 2016, 300 p.

## Théâtre
- Direzione memorie, 1965
- Riflessi di coscienza, 1968
- L'onesto Jago, 1984
- Le fiamme e la ragione, 2008
- Raccontare Chopin, 2010
- Nel nome di Gesù, 2010

## Distinctions
- : il est fait Grand officier de l'ordre du Mérite de la République italienne le 18 avril 2002[2], à l'initiative du président de la République.
- : il est fait Chevalier grand-croix de l'ordre du Mérite de la République italienne le 4 mai 2006[3], à l'initiative du président de la République.